# Sajeret
Sajeret (hebräisch סיירת, pl. Sejarot) bezeichnet Einheiten der israelischen Streitkräfte, die der militärischen Aufklärung dienen. Die Bezeichnung wird allerdings häufig mit „Spezial-“ oder „Eliteeinheit“ gleichgesetzt.
|  | Bezeichnung                              | Übersetzung                                                                      | Kurzbeschreibung                                               |
|  | ---------------------------------------- | -------------------------------------------------------------------------------- | -------------------------------------------------------------- |
|  | Jahalom                                  | Diamant (hebräisch יהל״ם)                                                        | Pioniereinheit                                                 |
|  | Jechida 101                              | Einheit 101 (hebräisch יחידה 101)                                                | historische Fallschirmjägereinheit                             |
|  | Jechidat ha-Alpinistim                   | Einheit der Alpinisten (hebräisch יחידת האלפיניסטים)                             | Gebirgsjäger                                                   |
|  | Jechidat Duvdevan                        | Einheit Kirsche (hebräisch יחידת דובדבן)                                         | Antiterroreinheit                                              |
|  | Jechidat Egoz                            | Einheit Nuss (יחידת אגוז)                                                        | Eliteeinheit des Nordkommandos/Teil der Golani-Brigade         |
|  | Jechidat Hiluz we-ha-Pinu'i Behethes 669 | Rettungs- und Evakuierungseinheit 669 (hebräisch יחידת החילוץ והפינוי בהיטס 669) | Einheit für Combat Search and Rescue                           |
|  | Jechidat Maglan                          | Einheit Ibis (hebräisch יחידת מגלן)                                              | Kampfeinheit der Fallschirmjäger                               |
|  | Jechidat Meitar                          | Einheit Saite (hebräisch יחידת מיתר)                                             | Antipanzereinheit                                              |
|  | Jechidat Okez                            | Einheit Stachel (hebräisch יחידת עוקץ)                                           | Hundestaffel                                                   |
|  | Jechidat Refaim                          | Einheit Geister (hebräisch יחידת רפאים)                                          | Multidimensionale Einheit                                      |
|  | Jechidat Rimon                           | Einheit Granatapfel (hebräisch יחידת רימון)                                      |                                                                |
|  | Jechidat Schaldag                        | Einheit Eisvogel (hebräisch יחידת שלדג)                                          | Spezialeinheit der Luftwaffe                                   |
|  | LOTAR Eilat                              | (hebräisch לוט״ר אילת)                                                           | Antiterroreinheit                                              |
|  | Palsar 7                                 | (hebräisch 7 פלס״ר)                                                              |                                                                |
|  | Palsar Schirjon                          | (hebräisch פלס״ר שריון)                                                          | Panzereinheit/Panzerungseinheit                                |
|  | Sajeret Giv'ati                          | Aufklärungseinheit Giv'ati (hebräisch סיירת גבעתי)                               | Aufklärungseinheit der Giv’ati-Brigade                         |
|  | Sajeret Golani                           | Aufklärungseinheit Golani (hebräisch סיירת גולני)                                | Aufklärungseinheit der Golani-Brigade                          |
|  | Sajeret Matkal                           | Aufklärungseinheit des Generalstabes (hebräisch סיירת גולני)                     | Die israelische Spezialeinheit                                 |
|  | Sajeret Nachal                           | Aufklärungseinheit Nachal (hebräisch סיירת נח״ל)                                 | Eliteeinheit der Nachal-Brigade/Untersteht dem Zentralkommando |
|  | Sajeret Schaked                          | Aufklärungseinheit Mandel (hebräisch סיירת שקד)                                  |                                                                |
|  | Sajeret Zanchanim                        | Aufklärungseinheit Fallschirmjäger (hebräisch סיירת צנחנים)                      | Aufklärungseinheit der Fallschirmjäger-Brigade                 |
|  | Schajetet 13                             | Flottille 13 (hebräisch שייטת 13)                                                | Spezialeinheit der Marine                                      |
|  | Schajetet ha-Zolelot                     | Flottille U-Boot (hebräisch שייטת הצוללות)                                       | U-Boot-Einheit                                                 |